# 宝珠

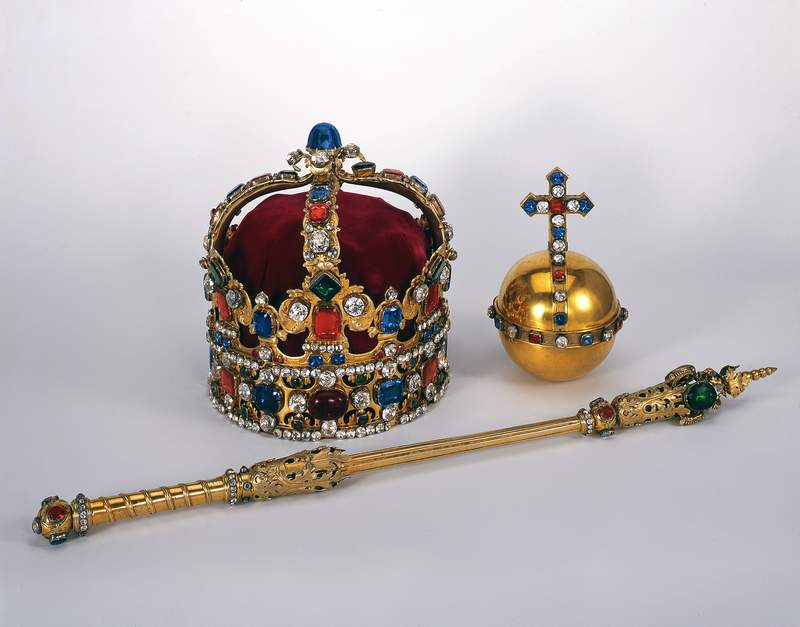
アウグスト3世のレガリアの宝珠

宝珠（ほうじゅ、ほうしゅ，ラテン語: globus cruciger、英語: orb、ドイツ語: Reichsapfel）とは、十字架が上に付いた球体のことである。他の和訳については、十字聖球・帝国宝玉などがある。

## 使い場
中世を通して、そして今日でも、キリスト教の権威として、硬貨・図像学・レガリア・王権の象徴などで使われる。また、世界を象徴する球体に対し、キリストの印である十字架の支配権を象徴する。地上の統治者や天使のような天界的な存在は、文字通り手で持つことで自らの支配権を表す。キリスト自身が宝珠を持つ場合は、西洋美術の図像学では「世界の救世主」（en:Salvator Mundi）として知られている。王笏と組み合わせて描写されることが多い。

## 歴史

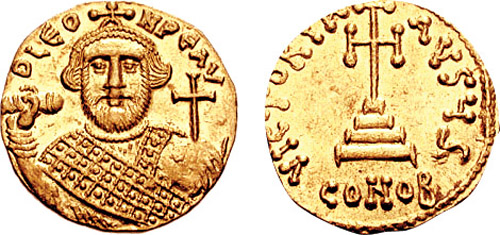
東ローマ帝国皇帝レオンティオスの硬貨にみられる宝珠

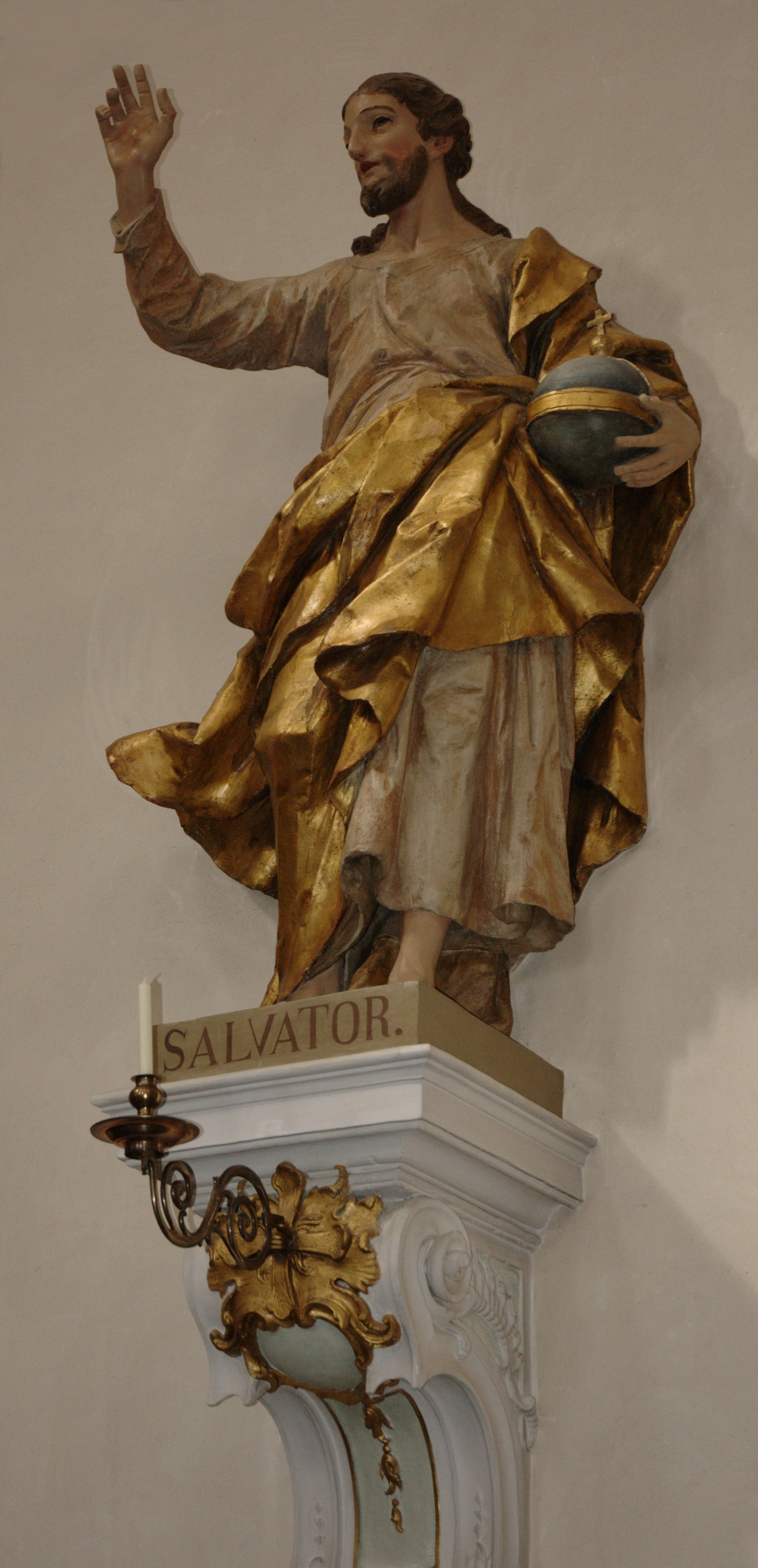
宝珠を持つキリスト「Salvator Mundi」

知られている最古の宝珠は、最も確かなものは423年の東ローマ帝国のテオドシウス2世の硬貨の裏側であるが、395年と408年の間のアルカディウスの硬貨の裏側の可能性もある。
世界を人の手で持つ、あるいは世界を人の足の下に置く、あるいは世界に座ることの視覚的象徴性は、古代から非キリスト教徒の間でも使われたイメージだった。ローマ市民は、世界または宇宙、そして皇帝のそれに対する支配と保護の表現としての球体に親しんでいた。例えば、4世紀の皇帝コンスタンティヌス1世の時代のコインは、手に球体を持っている。また、2世紀の皇帝ハドリアヌスの時代のコインは、ローマの神サルースが球体に足を乗せている。
5世紀のキリスト教の発展に伴い、世界に対するキリスト教の神の支配権の象徴として、球体の上に十字架が付けられた。キリスト教徒にとっては、皇帝が神に代わって世界を手で持つことが象徴的であった。中世の図像では、物の大きさが、周囲の他の物と比べたその物の重要性を示した。そのため、世界は小さく、統治者または天使は大きくされた。球体は全世界の象徴だったが、その使用（王権を示すレガリアや紋章）は、世界の小部分の統治者たちの間に増殖した。
宝珠は、強力な統治者と天界の存在によって使われた。宝珠は、大天使と同様に、皇帝と王の肖像を飾った。王冠の宝珠は、デンマーク、スウェーデン、ベルギー、オランダ、イタリア、スペイン、ポルトガル、ハンガリー、ルーマニア、ユーゴスラビア、ドイツ帝国など、ヨーロッパ中で、実際の王冠や紋章の王冠の頂部装飾として使われた。宝珠はまだ、今も残るヨーロッパの君主国の国章で、見られる。現代のイングランドでも、君主の宝珠（en:Sovereign's Orb）は、王冠の庇護と支配の下にある国家と英国国教会の両方を象徴する。

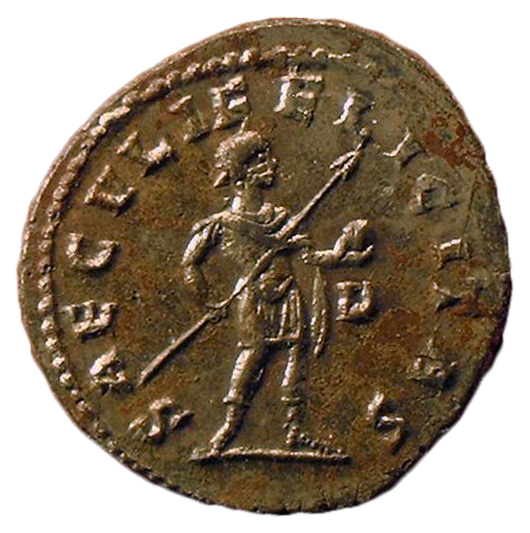
ピルムと宝珠を持つカリヌスを描いたローマ帝国のアントニニアヌス貨
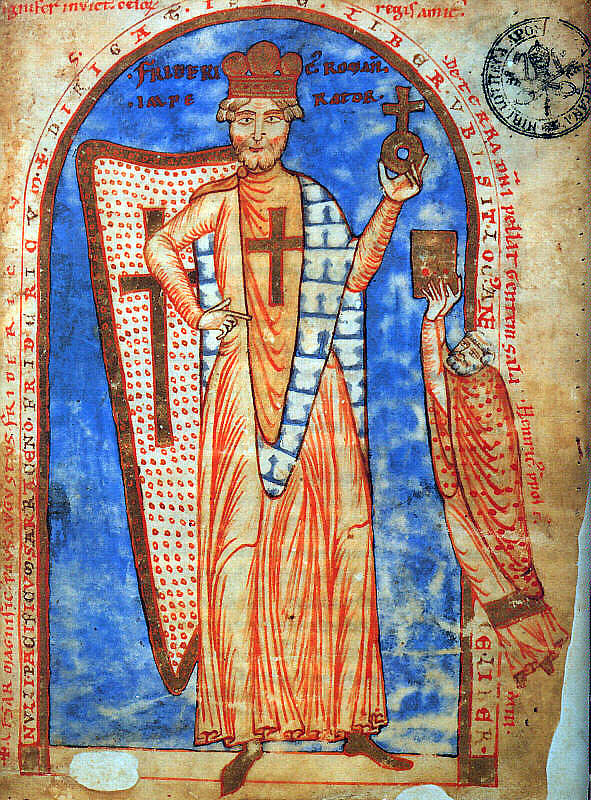
フリードリヒ1世 (神聖ローマ皇帝)
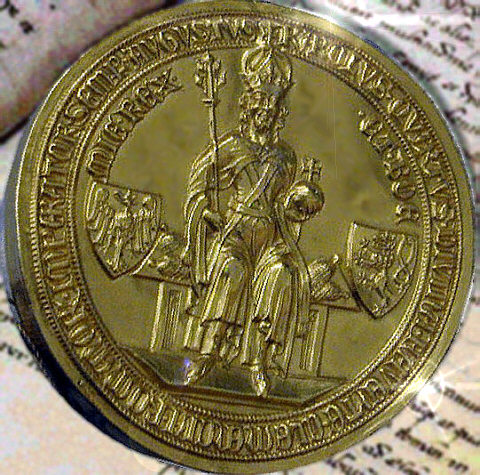
カール4世 (神聖ローマ皇帝)の1356年の金印勅書
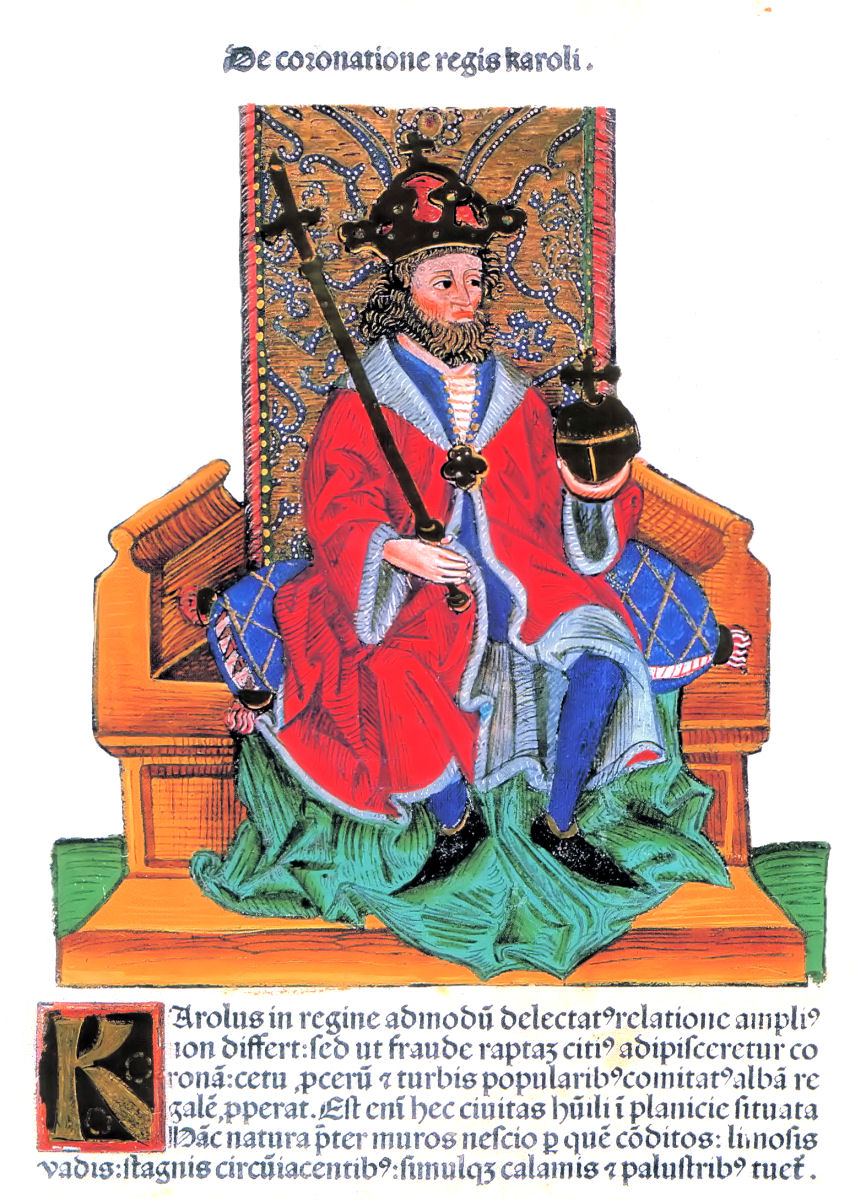
カーロイ2世 (ハンガリー王)
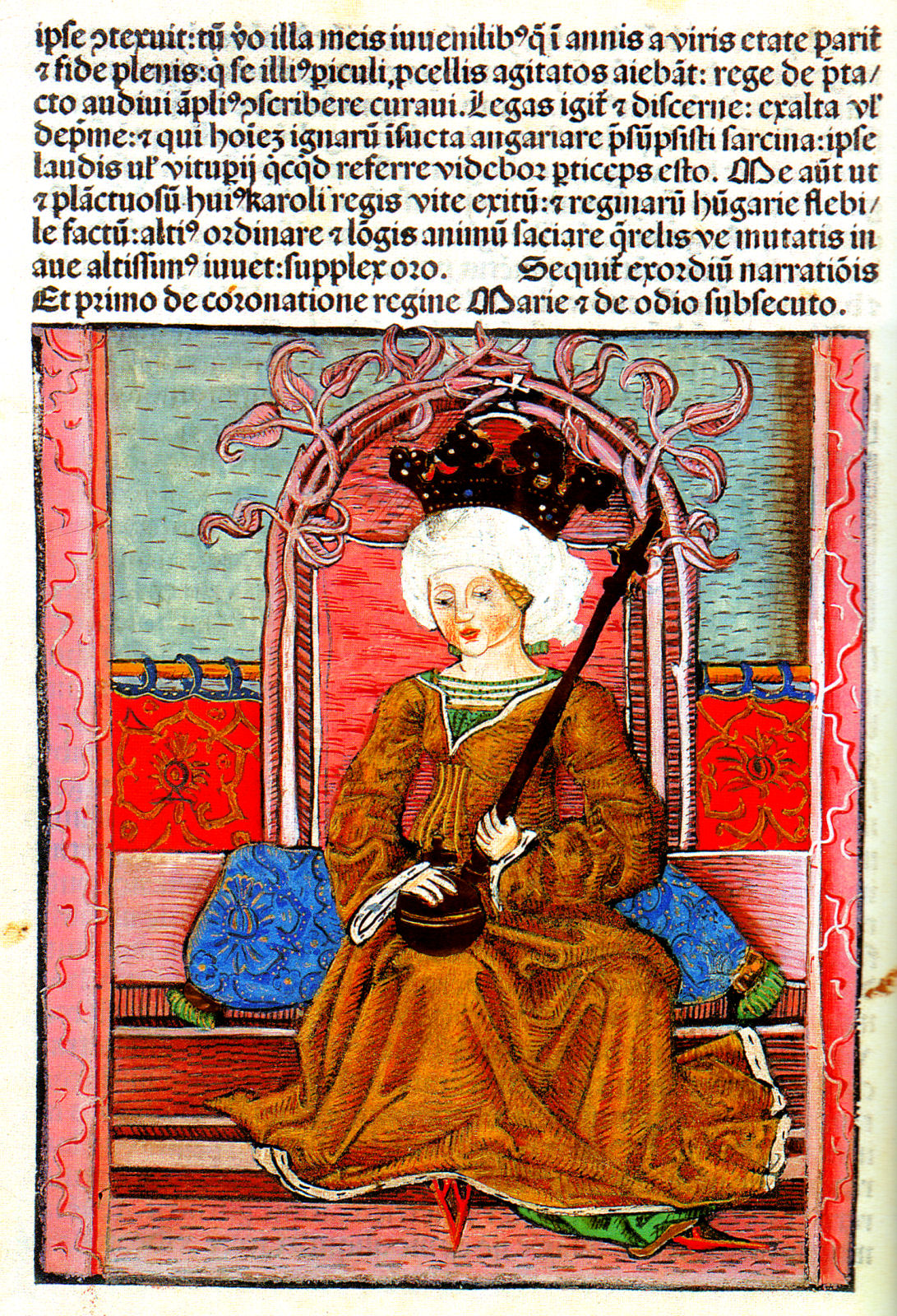
マーリア (ハンガリー女王)
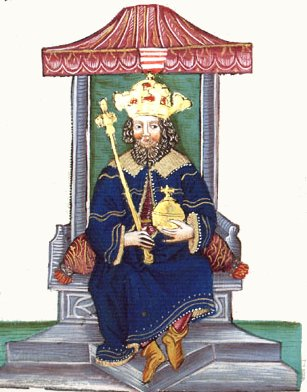
ボヘミア王ヴァーツラフ3世
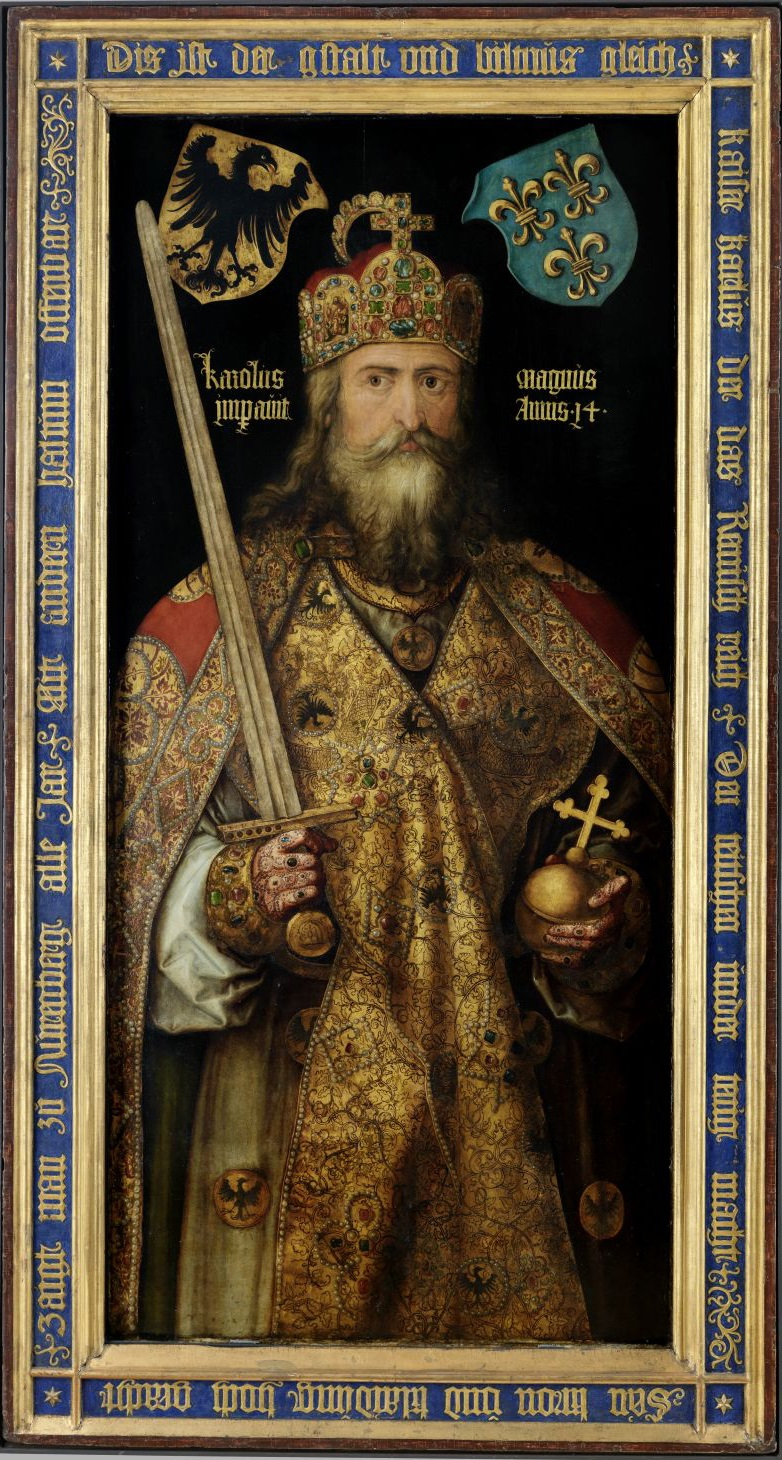
カール大帝（アルブレヒト・デューラー画）
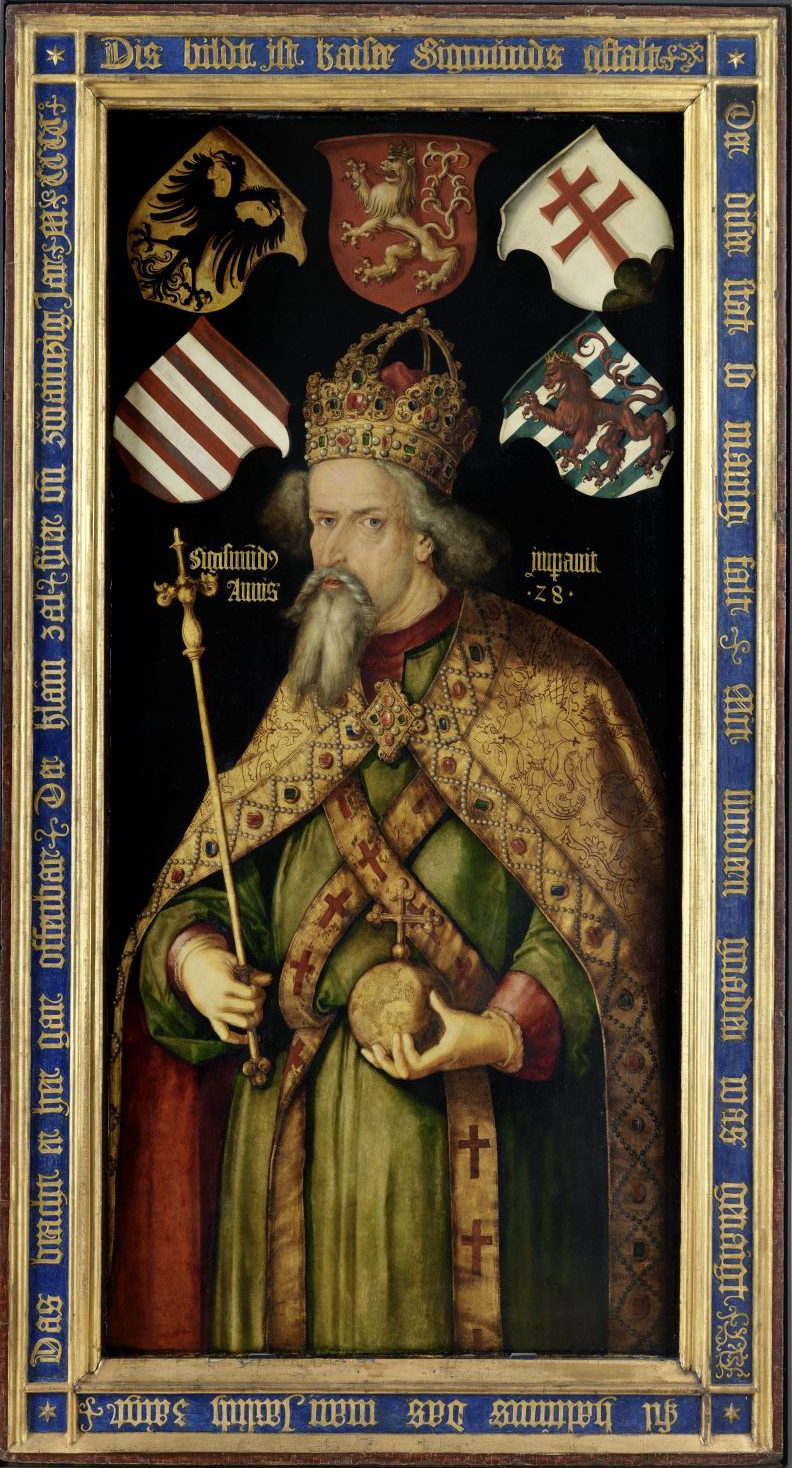
ジギスムント (神聖ローマ皇帝)（アルブレヒト・デューラー画）
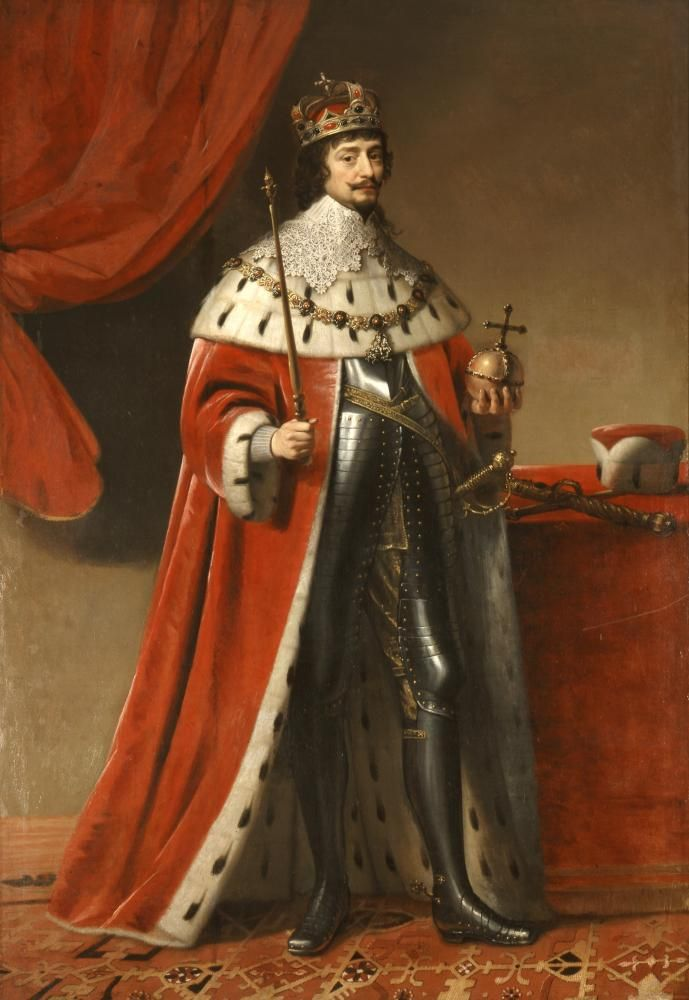
宝珠を持つフリードリヒ5世 (プファルツ選帝侯)
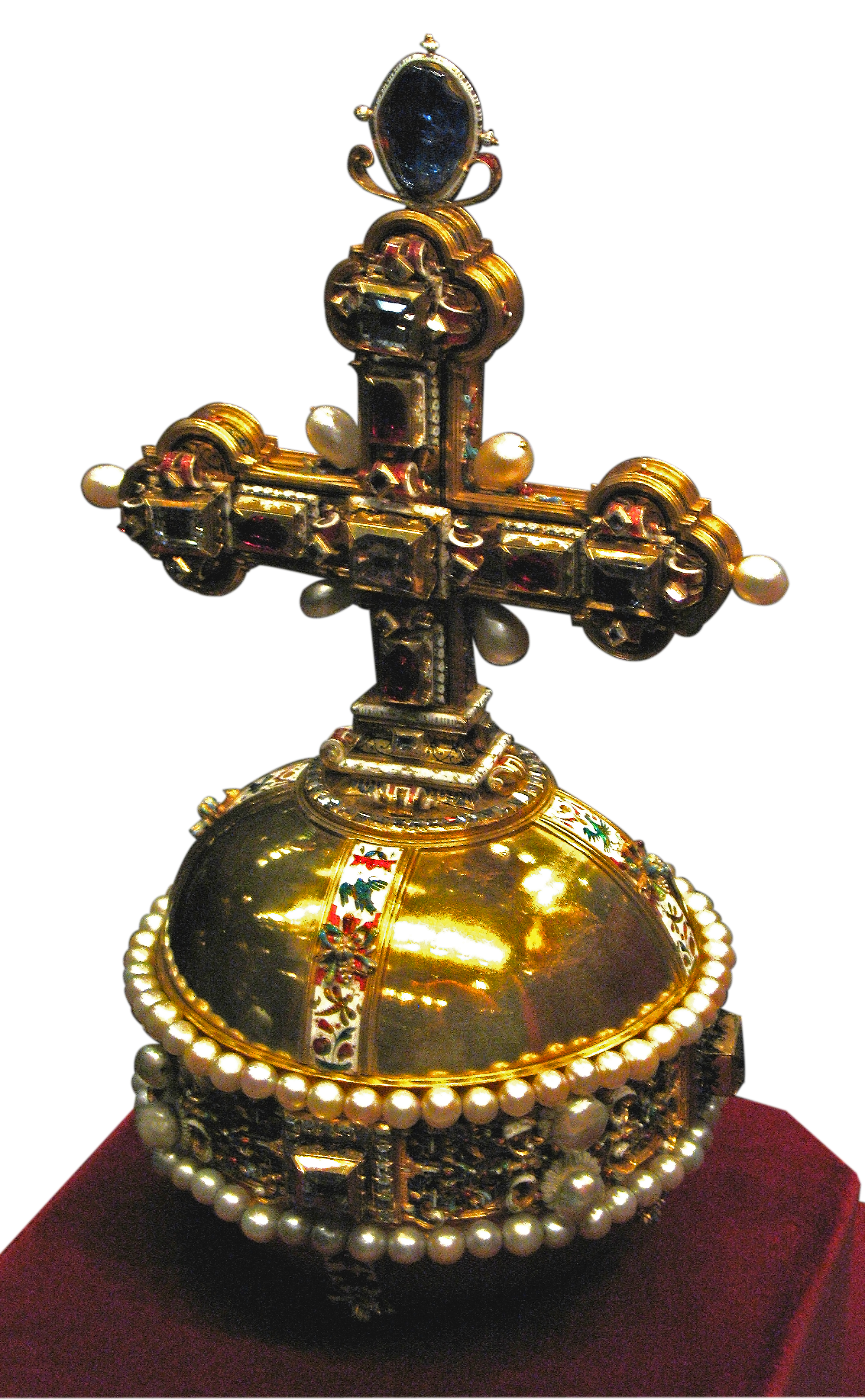
オーストリアのクラウン・ジュエルの宝珠
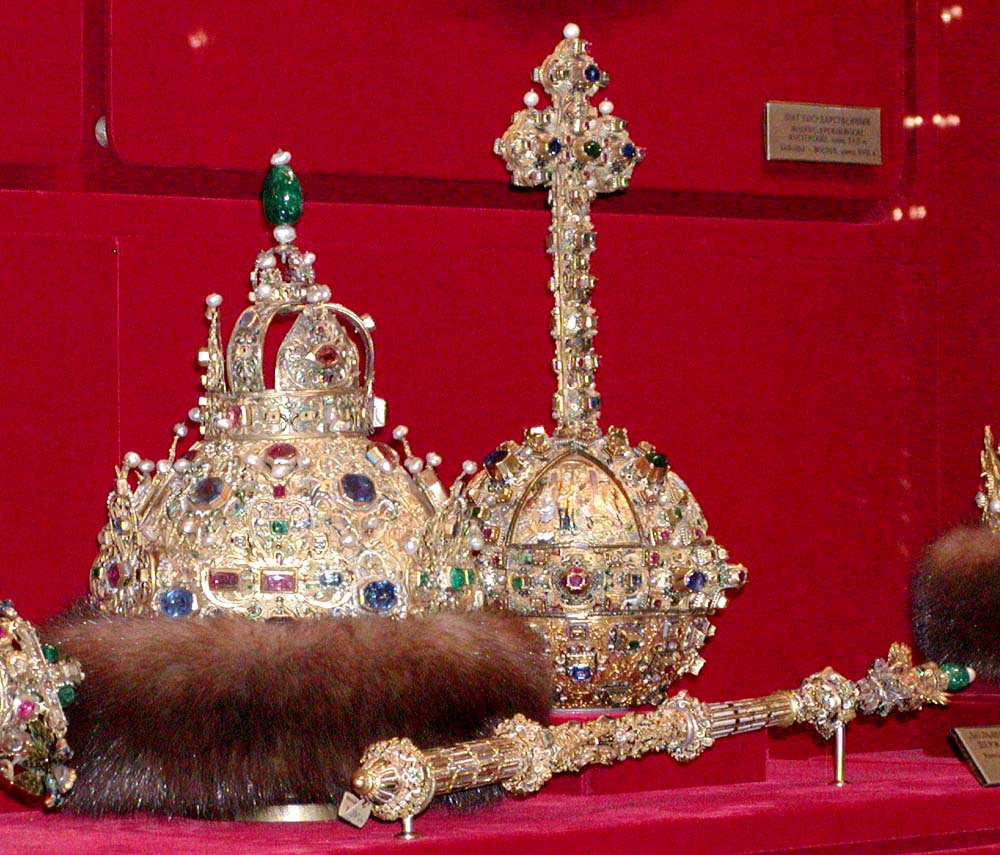
ロシア皇帝の王冠・王笏・宝珠